# Scott County (Tennessee)
Scott County ist ein County im Bundesstaat Tennessee der Vereinigten Staaten. Das U.S. Census Bureau hat bei der Volkszählung 2020 eine Einwohnerzahl von 21.850 ermittelt. Der Verwaltungssitz (County Seat) ist Huntsville.

## Geographie
Das County liegt nordöstlich des geographischen Zentrums von Tennessee, grenzt im Norden an Kentucky und hat eine Fläche von 1381 Quadratkilometern, wovon 3 Quadratkilometer Wasserfläche sind. Die Big South Fork National River and Recreation Area liegt teilweise in diesem County. Es grenzt im Uhrzeigersinn an folgende Countys: McCreary County (Kentucky), Campbell County, Anderson County, Morgan County, Fentress County und Pickett County.

## Ortschaften
- Elgin (unincorporated)
- Fairview (unincorporated)
- Glenmary (unincorporated)
- Helenwood (unincorporated)
- Huntsville
- Isham (unincorporated)
- Norma (unincorporated)
- Oneida
- Robbins (unincorporated)
- Rugby (unincorporated)
- Smoky Junction (unincorporated)
- Winfield
- Paint Rock (unicorporated)

## Geschichte
Scott County wurde am 17. Dezember 1849 aus Teilen des Anderson-, Campbell-, Fentress- und Morgan County gebildet. Benannt wurde es nach Winfield Scott, auch bekannt als The Grand Old Man of the Army, einem US-amerikanischen Diplomaten, Präsidentschaftskandidaten und langjährigem General im Britisch-Amerikanischen Krieg, Mexikanisch-Amerikanischen Krieg 1846–1848, Black-Hawk-Krieg, Zweiten Seminolenkrieg und im Amerikanischen Bürgerkrieg.

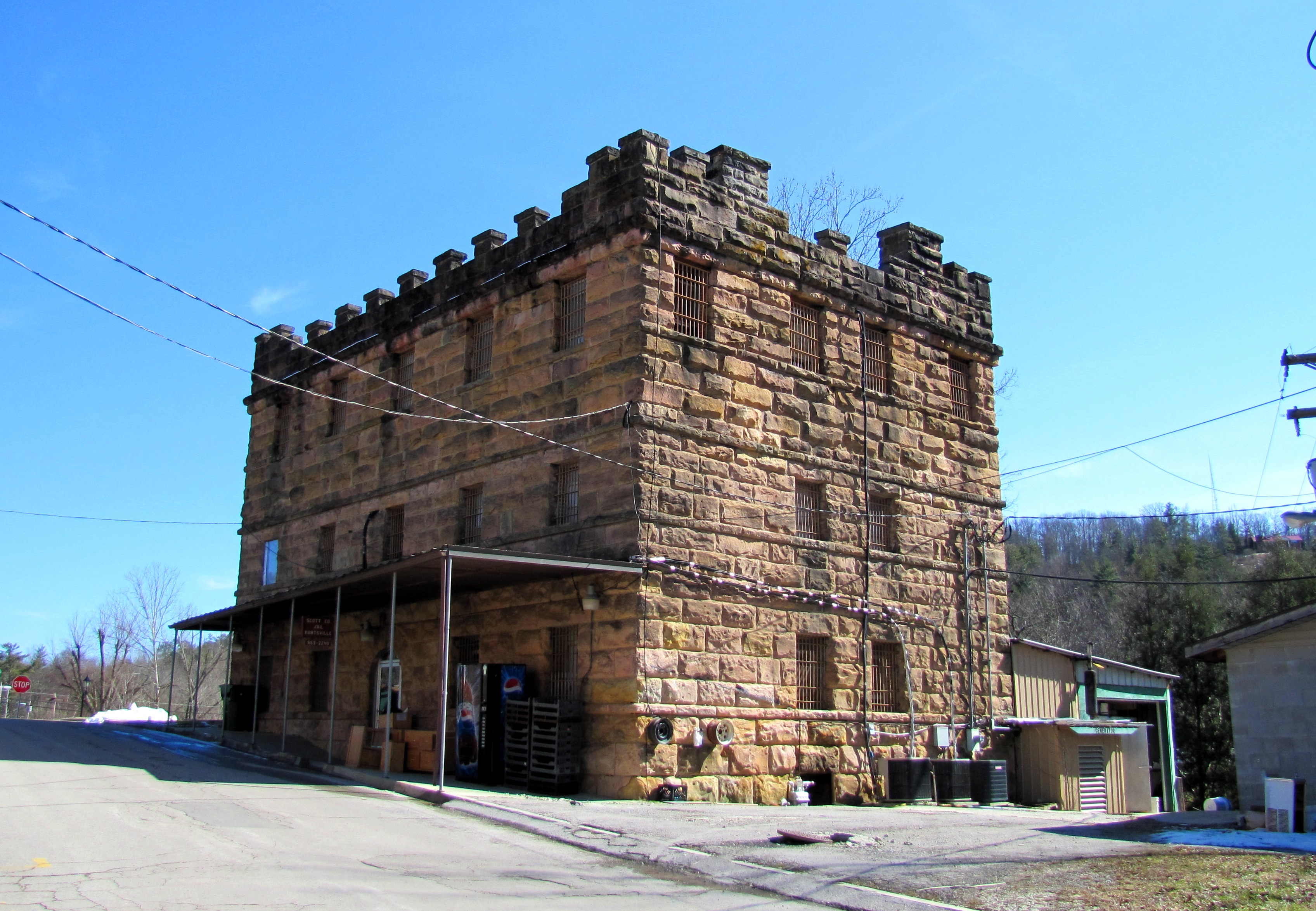
Das Old Scott County Jail ist einer von vier Einträgen des Countys im NRHP.

Vier Bauwerke und Stätten des Countys sind im National Register of Historic Places (NRHP) eingetragen (Stand 2. September 2018).

## Demografische Daten

Alterspyramide Scott County

Nach der Volkszählung im Jahr 2000 lebten im Scott County 21.127 Menschen in 8.203 Haushalten und 6.012 Familien. Die Bevölkerungsdichte betrug 15 Einwohner pro Quadratkilometer. Ethnisch betrachtet setzte sich die Bevölkerung zusammen aus 98,53 Prozent Weißen, 0,09 Prozent Afroamerikanern, 0,25 Prozent amerikanischen Ureinwohnern, 0,12 Prozent Asiaten und 0,10 Prozent aus anderen ethnischen Gruppen; 0,91 Prozent stammten von zwei oder mehr Ethnien ab. 0,57 Prozent der Bevölkerung waren spanischer oder lateinamerikanischer Abstammung.
Von den 8.203 Haushalten hatten 35,7 Prozent Kinder und Jugendliche unter 18 Jahre, die bei ihnen lebten. 57,2 Prozent waren verheiratete, zusammenlebende Paare, 11,8 Prozent waren allein erziehende Mütter und 26,7 Prozent waren keine Familien. 24,3 Prozent waren Singlehaushalte und in 9,5 Prozent lebten Personen im Alter von 65 Jahren oder darüber. Die Durchschnittshaushaltsgröße betrug 2,55 und die durchschnittliche Haushaltsgröße betrug 3,02 Personen.
26,1 Prozent der Bevölkerung waren unter 18 Jahre alt, 10,3 Prozent zwischen 18 und 24, 28,7 Prozent zwischen 25 und 44, 23,6 Prozent zwischen 45 und 64 und 11,3 Prozent waren älter als 65. Das Durchschnittsalter betrug 35 Jahre. Auf 100 weibliche Personen kamen statistisch 97,4 männliche Personen und auf 100 Frauen im Alter von 18 Jahren und darüber kamen 94,0 Männer.
Das jährliche Durchschnittseinkommen eines Haushalts betrug 24.093 USD, das Durchschnittseinkommen der Familien betrug 28.595 USD. Männer hatten ein Durchschnittseinkommen von 24.721 USD, Frauen 19.451 USD. Das Prokopfeinkommen betrug 12.927 USD. 17,6 Prozent der Familien und 20,2 Prozent der Einwohner lebten unterhalb der Armutsgrenze.